# Вікторово (гміна Любень-Куявський)
Вікторово (пол. Wiktorowo) — село в Польщі, у гміні Любень-Куявський Влоцлавського повіту Куявсько-Поморського воєводства.
Населення — 132 особи (2011).
У 1975-1998 роках село належало до Влоцлавського воєводства.

## Демографія
Демографічна структура станом на 31 березня 2011 року:
|          | Загалом | Допрацездатний вік | Працездатний вік | Постпрацездатний вік |
| -------- | ------- | ------------------ | ---------------- | -------------------- |
| Чоловіки | 66      | 15                 | 42               | 9                    |
| Жінки    | 66      | 12                 | 39               | 15                   |
| Разом    | 132     | 27                 | 81               | 24                   |